# Kospa
Kospa ist ein Ortsteil der Großen Kreisstadt Eilenburg im Nordwesten von Sachsen.

## Geografie und Verkehr
Der Ort Kospa liegt direkt an der Staatsstraße 4 (Delitzsch–Eilenburg) zwischen Eilenburg und Krostitz. Kospa hat außerdem eine Ortsverbindung nach Gallen (Gemeinde Jesewitz) und eine nach Wölpern (Gemeinde Jesewitz). Werktags wird Kospa von Bussen Richtung Eilenburg und Delitzsch bedient. Der nächste Bahnhof ist Eilenburg. Der nahegelegene Haltepunkt Wölpern an der Bahnstrecke Leipzig–Eilenburg wird nicht mehr bedient. Am Ort vorbei führt die Bahnstrecke Halle–Cottbus, an der jedoch keine Zugangsstelle besteht. An der ehemaligen Blockstelle endete die Strategische Bahnstrecke von Mörtitz.

## Geschichte
Kospa ist, wie die meisten Dörfer in Eilenburgs Umgebung, slawischen Ursprungs und wurde mit der Zeit erweitert und ausgebaut. Die erste urkundliche Erwähnung des Ortes stammt aus dem Jahre 1233. Auch der Name Kospas ist, wie die meisten Ortsnamen der Umgebung, sorbischen Ursprungs. Den Namen kann man als Sensenmacher, aber auch als Verhöhnung, etwa als Halsabschneider deuten. Die ursprüngliche Form des Ortes ist ein Rundling. Der Ort wird hauptsächlich von der, Ende des 19. Jahrhunderts erbauten Brennerei geprägt. Kospa gehörte bis 1815 zum kursächsischen bzw. königlich-sächsischen Amt Eilenburg. Durch die Beschlüsse des Wiener Kongresses kam der Ort zu Preußen und wurde 1816 dem Kreis Delitzsch im Regierungsbezirk Merseburg der Provinz Sachsen zugeteilt, zu dem er bis 1952 gehörte.
Am 20. Juli 1950 wurde der Ort Zschettgau, westlich von Kospa, eingemeindet. Im Zuge der zweiten Kreisreform in der DDR im Jahr 1952 wurde Kospa mit Zschettgau dem Kreis Eilenburg im Bezirk Leipzig angeschlossen, welcher 1994 im Landkreis Delitzsch aufging. Am 11. Oktober 1965 schloss sich Kospa mit der Gemeinde Pressen zur Gemeinde Kospa-Pressen zusammen. Seit dem 1. Januar 1997 ist Kospa ein Ortsteil der Stadt Eilenburg.

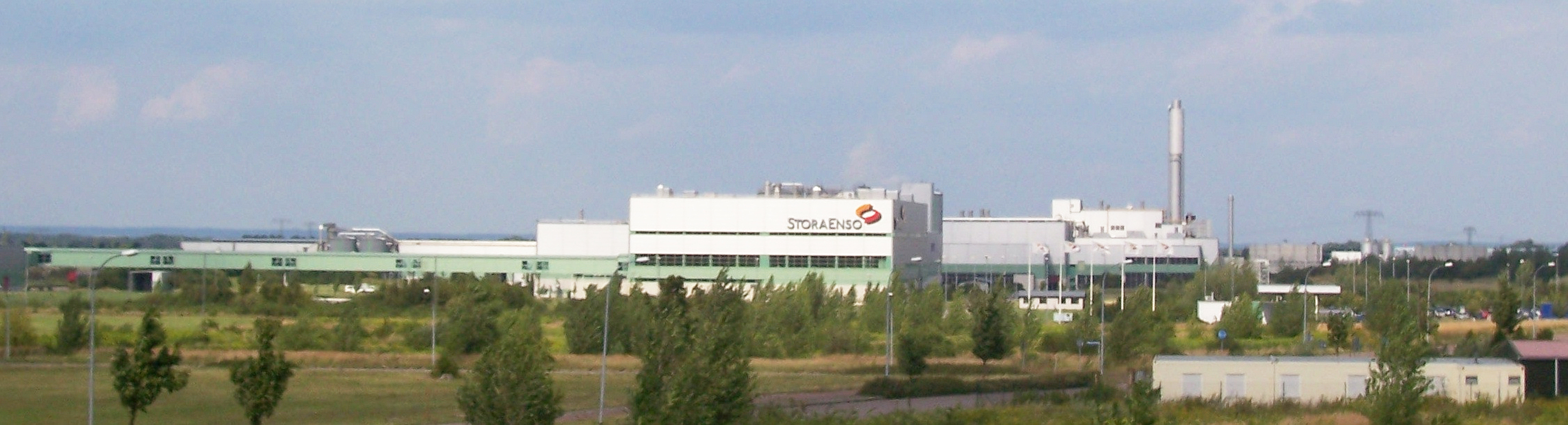
StoraEnso-Papierfabrik

## Wirtschaft
Zwischen Kospa und Eilenburg befindet sich das größte Eilenburger Industrie- und Gewerbegebiet „Am Schanzberg“. Zum 1. August 2021 übernahm die Schweizer Model-Gruppe die dortige Papierfabrik (ehemals Stora Enso) und plant die Umstellung auf Verpackungspapiere.

## Personen
Die KPD-Funktionärin Martha Brautzsch fiel bei Kospa einem Attentat zum Opfer. Der Kunstmaler Alfred Dickert hatte in Kospa sein Atelier.